# Portland Bay
Portland Bay är en vik i Australien. Den ligger i delstaten Victoria, omkring 300 kilometer väster om delstatshuvudstaden Melbourne. Genomsnittlig årsnederbörd är 1 016 millimeter. Den regnigaste månaden är juni, med i genomsnitt 164 mm nederbörd, och den torraste är februari, med 28 mm nederbörd.